# Pterostichus diligens
Pterostichus diligens es una especie de escarabajo terrestre del género Pterostichus, categorizada en la tribu Pterostichini, de la subfamilia Harpalinae. Fue descrita por Sturm en 1824.

## Distribución
Se distribuye por Islandia, Irlanda, Gran Bretaña, Dinamarca, Noruega, Suecia, Finlandia, Francia, Bélgica, Países Bajos, Alemania, Suiza, Austria, Chequia, Eslovaquia, Hungría, Polonia, Estonia, Letonia, Lituania, Bielorrusia, Ucrania, Islas Feroe, España, Italia, Eslovenia, Croacia, Bosnia y Herzegovina, Macedonia del Norte, Albania, Bulgaria, Rumania, Moldavia, Turquía, Georgia, Japón y Rusia.